# Ahmedou Ould-Abdallah

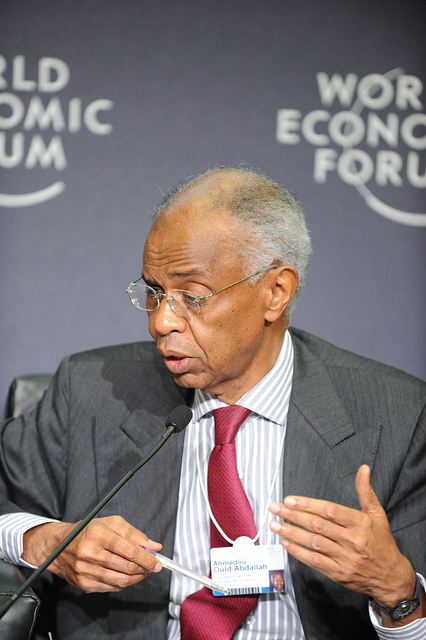
Ahmedou Ould-Abdallah auf dem World Economic Forum on Africa

Ahmedou Ould-Abdallah (arabisch أحمدو ولد عبد الله; * 21. November 1940) ist ein mauretanischer Diplomat und ehemaliger Senior United Nations Official. Er ist Leiter des Politischen Büro der Vereinten Nationen für Somalia.
Ould-Abdallah studierte Wirtschaft an der Universität Grenoble und der Universität von Paris sowie Politikwissenschaften am Sorbonne. Zwischen 1971 und 1985 übte er in Mauretanien mehrere Staatsämter aus. Unter anderem war er Außenminister und Minister für Entwicklungspolitik. Außerdem fungierte er als Botschafter seines Landes in den Vereinigten Staaten sowie bei der Europäischen Union.
2006 wurde er vom damaligen Generalsekretär der Vereinten Nationen, Kofi Annan, auf eine Mission in den Sudan gesandt.

## Publikationen
- Ould-Abdallah, Ahmedou, Burundi on the Brink, 1993–95: A UN Special Envoy Reflects on Preventive Diplomacy, Washington: United States Institute of Peace Press, 2000. ISBN 1-929223-00-5
- Ould-Abdallah, Ahmedou, La Diplomatie Pyromane : Burundi, Rwanda, Somalie, Bosnie… : Entretiens avec Stephen Smith, Paris : Calmann-Levy, 1997. ISBN 978-2-7021-2672-1